# 布蘭登 (內布拉斯加州)
布蘭登（英語：Brandon）是位於美國內布拉斯加州珀金斯縣的非建制地區。

## 歷史
布蘭登的郵局於1890年設立，1896年關閉後又於1923年重啟，最終於1983年停運。

## 地理
布蘭登所處的海拔為高於海平面1073米（即3521英呎），而該地所採用的時區為UTC-7，即北美山地时区（MST）。同時該地設有夏令時間，為UTC-7調快一小時，即UTC-6（MDT）。